# Liste von Werken zu Robert Schumann

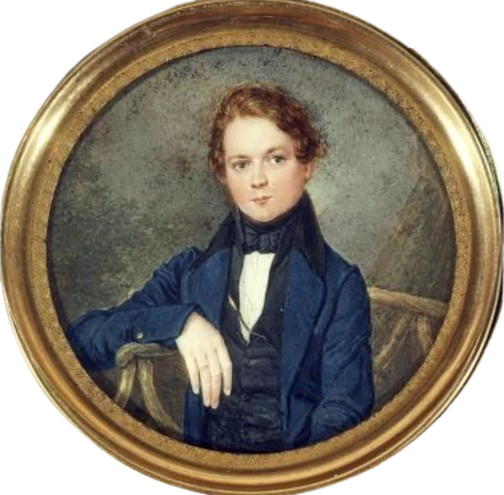
Robert Schumann, um 1826

Diese Liste enthält Filme, Porträts und weitere Werke zu Leben und Schaffen des Komponisten Robert Schumann.

## Musik
Es gibt einige wenige moderne Bearbeitungen von Werken von Robert Schumann.
- Hans Zender, Adaption zu Klavierfantasie C-Dur op. 17 von Robert Schumann, 2007
- Lia Pale, Mathias Rüegg, The Schumann Song Book, 2017, Jazz-Bearbeitungen einiger Lieder, von denen aber meist nur einige Takte übernommen werden

## Filme

### Spielfilme
Über Robert Schumanns Leben gibt es einige Spielfilme. Der wichtigste war Frühlingssinfonie von 1982 mit Herbert Grönemeyer, Nastassja Kinski, Gidon Kremer, Rolf Hoppe und André Heller. 
- Träumerei. Deutschland 1943. Regie Harald Braun, mit Mathias Wieman, Hilde Krahl, Friedrich Kayßler, Ullrich Haupt
- Clara Schumanns große Liebe, USA 1947, Regie Clarence Brown, mit Katharine Hepburn, Paul Henreid
- Frühlingssinfonie,  BRD/DDR 1982; Regie und Buch Peter Schamoni, mit Nastassja Kinski, Herbert Grönemeyer, André Heller, Rolf Hoppe, Gidon Kremer, Bernhard Wicki
- Der Fall des Robert Schumann, BR Deutschland 1990, Fernsehfilm, Regie Klaus Lindemann[1]
- Dr. Robert Schumann, Teufelsromantiker Deutschland 1999, Fernsehfilm, Regie Ernst-Günter Seibt, Christine Soetbeer, mit Michael Maertens, Bettina Kurth, Will Quadflieg, Ulrich Wildgruber, Monica Bleibtreu, Erstsendung 1999 arte
- Robert Schumann. Clara Wieck. Johannes Brahms, Deutschland 2006, Fernsehfilm
- Geliebte Clara, Deutschland/Frankreich/Ungar 2008, Regie Helma Sanders-Brahms, mit Martina Gedeck, Pascal Greggory und Malik Zidi.
- Hommage an Robert Schumann. Deutschland, 2010, Regie Pierre Viallet, mit Marie Versini (Clara Schumann) und Timur Sergeynia.

### Dokumentarfilme
Über seine Leben wurden einige Dokumentarfilme und szenische Dokumentationen  gedreht.
- Robert Schumann, USA 1927, Kurz-Stummfilm, Produktion FitzPatrick Pictures
- Robert und Clara Schumann, BR Deutschland 1953, Kurzfilm
- Robert Schumann, BR Deutschland 1968, Kurzfilm, 30 Minuten

- Robert Schumanns verlorene Träume, MDR/WDR/SWR/SF/VRT Canvas/Tonhalle Düsseldorf/Schumann Netzwerk/merkur.tv, 2010, 43′30 Minuten, Buch und Regie Volker Schmidt-Sondermann und Axel Fuhrmann, Erstausstrahlung am 14. März 2010, ARD[2]
- Schumann in Heidelberg, Deutschland 2011, 29 Minuten, Buch und Regie Nele Münchmeyer, Produktion SWR, (Reihe Musikalischer Reiseführer), Erstausstrahlung am 9. September 2012[3]

### Filmmusiken
Werke von Robert Schumann wurden in unzähligen Filmen gespielt, darunter in einigen Konzertaufnahmen.
- Träumerei (Dreaming), DDR 1979, DEFA-Studio für Trickfilme, Animationsfilm von Heinz Nagel, 2 Minuten, zu Träumerei[5]

## Belletristik
Über sein Leben gibt es einige Romane.
- Kurt Arnold Findeisen: Masken und Schatten. Ein Robert-Schumann-Roman, 1921, Neuauflage 1956
- Kurt Arnold Findeisen: Der Weg in den Aschermittwoch. Ein Robert-Schumann-Roman, 1924
- J. D. Landis, Longing, 2001; deutsche Übersetzung Sehnsucht, 2006
- Peter Härtling: Schumanns Schatten, 2006

## Hörspiele
Über Robert Schumann gab es einige Hörspiele und Hördokumentationen. Angegeben sind die Erstsendungstermine.
- Manfred, Ein dramatisches Gedicht von George Gordon Noel Byron, Südwestdeutsche Rundfunk AG, 8. Juni 1926
- Robert Schumann und Clara Wieck (Reihe Die großen Liebenden, 2. Folge), Hörspiel von Max Sidow, Bayerischer Rundfunk, 13. Juni 1954
- Der Davidsbündler, Hörspiel von Sigmar Schollak, Rundfunk der DDR, 7. März 1963
- Träumerei am Klavier oder Für Clara will ich ein Konzert schreiben, von Katrin Behrend, Helmut Lesch, Deutsche Welle, 10. September 1989
- Robert Schumann. Von wilden Reitern und Träumereien, Hörspiel von Cornelia Ferstl, Bayerischer Rundfunk, 6. Juni 2010

## Porträts und Skulpturen

### Porträts

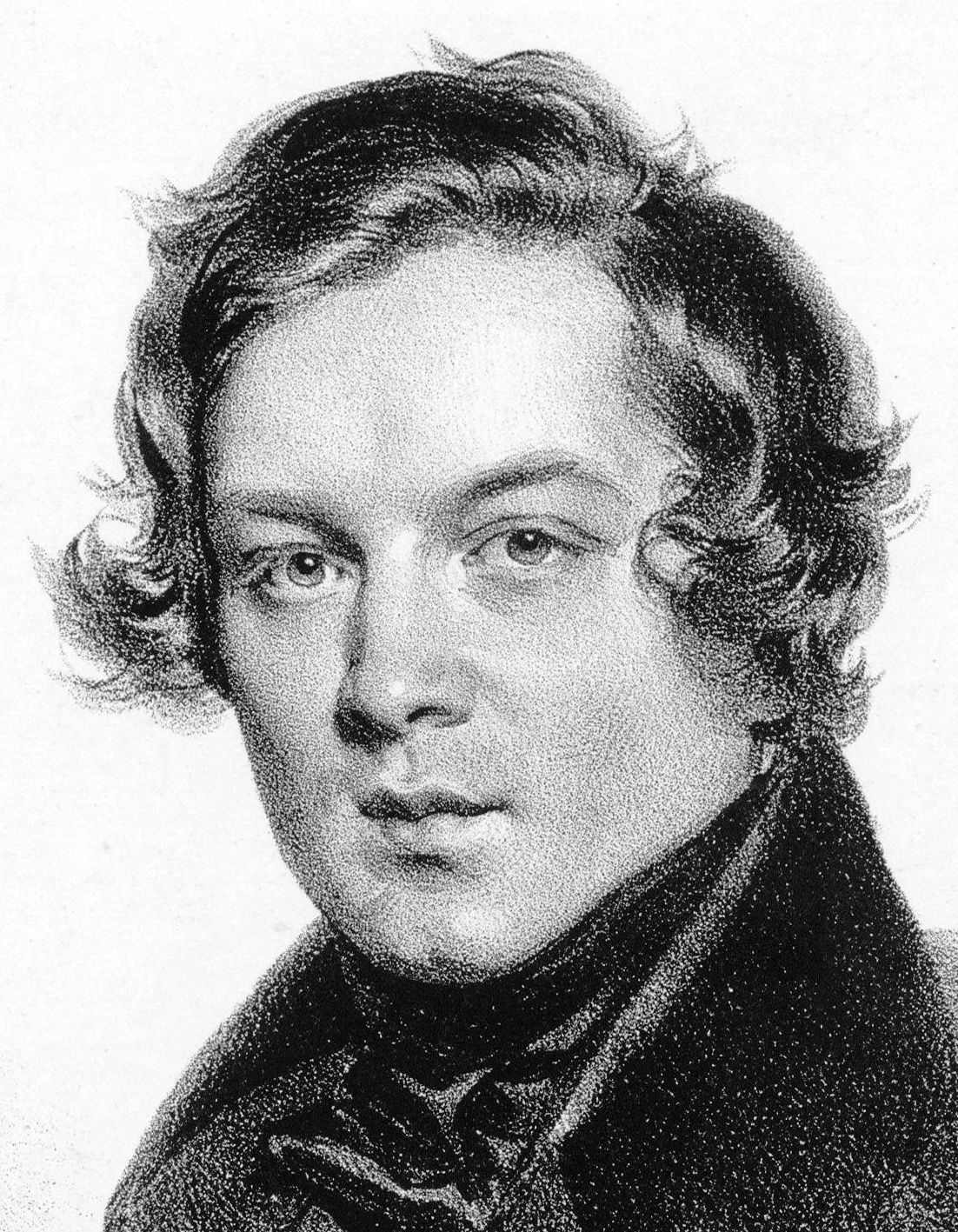
Lithographie von Joseph Kriehuber, 1839 (Ausschnitt)

Siehe auch Porträts von Robert Schumann

#### Zu Lebzeiten
Von Robert Schumann gibt es Miniaturgemälde, Lithografien, einen Stahlstich, Daguerreotypien und Zeichnungen aus seinen Lebzeiten. Es sind alle bekannten Porträts angegeben.
- 1826 Miniatur
- um 1828 Ölgemälde in Heidelberg, Zuordnung vermutet auf Grund der Ähnlichkeit zu 1830 und weiteren Porträts und seinem Studium dort[10]
- 1830 Miniatur auf Elfenbein
- um 1834 Silhouette[11]
- um 1834 Porträt, verloren, spätere Reproduktion erhalten

- 1839 Lithographie von Joseph Kriehuber
- 1847 Stahlstich von Auguste Hüssener, nach einem verlorenen Gemälde von 1844
- 1847 zwei Lithographien, eine mit Clara Schumann, von Eduard Kaiser, Wien[12]
- 1850 mehrere Daguerreotypien in Hamburg, mindestens eine allein und  eine mit Clara Schumann erhalten, danach wurden später mehrere bekannte Porträts angefertigt
- 1853 mehrere Zeichnungen von Jean-Joseph Bonaventure Laurens, letzte Originalporträts zu Lebzeiten

#### Spätere Porträts
Nach seinem Tod 1856 entstanden weitere Porträts, oft nach den Daguerreotypien von 1850, die dann teilweise eine große Verbreitung fanden.  
- um 1857 Stahlstich, wahrscheinlich nach einer Daguerreotypie von 1850[13]
- um 1859 Kohlezeichnung von Eduard Bendemann, wahrscheinlich nach einer Daguerreotypie von 1850, den Kopf gestützt auf einen Arm, später sehr verbreitet[14]
- um 1860 Zeichnung von Adolph von Menzel, nach Daguerreotypie von 1850, erhalten?[15]

### Bildhauerei
Siehe auch Skulpturen zu Robert Schumann

Es gab eine Büste und ein Relief von ihm zu Lebzeiten.
- Reliefmedaillon Robert und Clara Schumann, von Ernst Rietschel, 1846, später Kopie von Fritz Klimsch[16]
- Büste Robert Schumann, von Johann Peter Götting, 1852[17]
- Büste von Edmund Schorisch, 1935, in heldenhaftem Aussehen

### Denkmäler
Für Robert Schumann wurden Denkmäler in verschiedenen deutschen Städten aufgestellt.
- Moritzbastei Leipzig, Denkmal 1875
- Alter Friedhof Bonn, Denkmal an Grab von Robert Schumann durch Adolf von Donndorf 1880
- Hauptmarkt Zwickau, Denkmal von Johannes Hartmann 1910
- Zwingerteich Dresden, Stele von Charlotte Sommer-Landgraf 1986
- Kurpark Kreischa bei Dresden, Büste von Hans Kazzer 1997
- Schumannhaus Bonn, Denkmal von Alfred Hrdlička 2006

### Briefmarken und Münzen
Briefmarken
Siehe auch Briefmarken zu Robert Schumann
1956 gab die DDR Briefmarken für 10 und 20 Pfennig zum 100. Todestag Schumanns  heraus. Diese wurden nach etwa drei Monaten in einer korrigierten Fassung mit einem korrekten Notenmanuskript neu aufgelegt.
Die Deutsche Bundespost gab im selben Jahr eine 20-Pfennig-Briefmarke heraus.
1960 erschien in der Sowjetunion zu seinem 150. Geburtstag eine Briefmarke zu 40 Kopeken. 2010 gab die Deutsche Post eine Sonderbriefmarke zu 55 Cent heraus.
Münzen
2010 wurde eine Gedenkmünze in Silber zu 10 Euro in Deutschland herausgegeben.

## Weitere Gedenkorte
Gebäude
Nach Robert Schumann wurden einige Gebäude benannt.
- Robert-Schumann-Hochschule Düsseldorf, 1935 als Robert-Schumann-Konservatorium, seit 1972 Hochschule
- Robert-Schumann-Konservatorium Zwickau, seit 1947
- Robert-Schumann-Haus Zwickau, seit 1956, jetzt nationale Gedenkstätte
- Robert-Schumann-Philharmonie Chemnitz, seit 1983

Weitere Ehrungen
- Aš in Böhmen, Gedenktafel 1910